# 민주노총 조합원 성폭행 사건
민주노총 조합원 성폭행 사건(民主勞總 組合員 性暴行 事件) 또는 전교조 조합원 성폭행 사건은 2008년 12월 6일 저녁 대한민국의 전국민주노동조합총연맹(민주노총) 소속 조직강화위원장 김상완(당 45세)이 경기도 고양시 덕양구 행신동 H아파트단지 내 P 아파트에 거주하는 전교조 조합원인 서울 초등학교 여교사 이모(당시 27세)를 자택으로 끌고 가서 성폭행한 사건이다.

## 사건 정보
민주노총과 전교조는 이모 교사에게 개인적으로 숨겨준 것으로 진술하라고 권유했다가, 진술을 우려하여 민주노총 본부 조직위원장 김상완(민주노총 기아자동차연맹 지부 간부)이 이씨가 사는 아파트 앞에서 소란을 피우다 이 교사가 문을 열자 쳐들어가서 이 교사를 추행하였다.
12월 7일 이석행은 행신동 H 아파트단지 내 이 교사의 아파트에서 나와서 주변을 배회하다가 H 아파트단지 내에 잠복해있던 서울경찰청 광역수사대에 의해 체포, 연행되었다.
수배중인 민주노총 위원장 이석행을 경찰의 수배를 피해 각지로 피신시키는 과정에서 김상완 등은 여러 차례 여교사의 집을 찾아와서 성폭행을 시도하였다. 사건 전개 과정에서 민주노총 사무총장 이용식 등 일부 노동단체 소속원들이 피해자에게 이명박 정부와의 투쟁을 위해 사건을 덮자고 피해자를 무마 또는 위협하려던 의혹이 추가로 드러나면서 논란의 대상이 되었다. 피해자와 가까웠던 당시 전교조 부대변인 손모(당 34세) 역시 피해자를 도와주기보다는 회유하려 나섰다. 또한 전교조에서는 피해자 구제보다 사건을 조직적으로 은폐하려던 사건이 드러나 물의를 빚기도 했다.
전교조내 온건파인 '참실련(참교육실천연대)' 소속 간부들을 중심으로 비상대책회의가 열렸으나 피해자에게 허위 진술을 요구했다.
이 사건의 책임을 지고 민주노총의 지도부가 총사퇴하였으나 민주노총은 공식사과 없이 비밀리에 2009년 4월 보고서를 발표했다. 2009년 4월 기아자동차 노조(민주노총 금속노조 기아차 지부)는 13일 대의원대회에서 민주노총 성폭행 사건의 가해자인 김상완 전 민주노총 조직강화특위 위원장에 대한 징계를 거부했다. 사건 전개 과정에서 민노총 지도부가 피해 여교사를 회유하여 사건을 조직적으로 무마, 은폐하려 하여 물의를 빚었고, 노동운동계열에 대한 도덕성에 타격을 주게 되었다.

## 사건의 원인

### 민주노총 이석행 위원장 은신처 제공
2008년 대한민국의 촛불 시위에 가담, 주동한 혐의를 받던 전국민주노동조합총연맹 이석행 위원장을 피해자인 초등학교 교사 이 모씨(27세)의 집에 숨겨준 것이 원인이 되었다. 이모는 손모와 서울 은평 모초등학교의 교사이자 전교조 지부 담당이었고 손모는 수개월 전 서대문구의 타 초등학교로 발령난 상태였고 이모는 시위기간 중 경기도 고양 덕양으로 전출되었다.
전교조 간부인 김모 등과 모의하여 교사 손모는 08년 11월부터 11월 1일까지 서울 홍제동 자신의 집을 이석행의 은신처로 제공했고, 박모 교사는 11월 27일~28일 고양시 덕양구 마두동 자신의 집을 각각 이석행에게 은신처로 제공했다. 그 뒤 11월 29일부터는 짐을 꾸린 뒤 08년 12월 1일 이석행이 손모와 절친한 동료 교사였던 이모는 손모, 박모 등의 연락을 받고 이석행의 은신처를 마련하였으며, 손모와 박모의 집에서 이 교사의 집으로 인신처를 옮기는 과정에서 전교조 교사 5명이 순찰, 동행하는 등 조직적으로 관여했다. 12월 1일 이석행이 비밀리에 수행한 서울 모 초교 중학교 근무중인전교조 교사 5명과 함께 경기도 고양시 행신동에 도착하자, 이 교사는 이들을 맞이하고 이석행을 고양시 덕양구 행신동의 H 아파트단지 내 이 교사 아파트에 숨겼다.
당시 이 교사는 고양시 덕양구의 한 초등학교 5학년 학급의 담임이었다. 평소 이 교사는 소속 초등학교 내에서도 각종 활동에 앞장서서 활동해 왔으며 전교조에 가입하여 활동했다.
이는 같은 전교조 조합원으로 절친했던 손모씨의 간곡한 요청 때문이었다. 피해자 이모 씨와 절친했던 교사 손모씨(당 34세)는 전교조의 신임 부대변인이었고, 그 무렵 서울특별시 서대문구 홍제동에 있던 G초등학교에서 근무하고 있었다.
이후 이석행은 줄곧 외부 연락을 하지 않은 채, 이모 씨 소유 경기도 고양시 덕양구 행신동의 H아파트에 은신하였다. 그러나 행신동 H 아파트 단지에 있는 한 아파트에 이석행이 은신해있다는 소문이 확산되었고, 서울경찰청 광역수사대는 즉시 대원들을 여러 명 파견하여 H 아파트단지 내에서 잠복하였다.

### 위원장 체포 이후
H 아파트 단지 내에는 이 교사가 살던 H 아파트 외에도 공무원 아파트와 일반 아파트 등 여러 아파트들이 소재해 있었고, 경찰은 그가 단지내 어느 아파트에 숨어있는지 명확하게 알지는 못했다. 그런데 12월 5일 오후 10시 30분경 이석행은 경기도 고양시 행신동 H 아파트단지 내 모 아파트에서 잠시 아파트 밖에 나왔고, 오후 10시 42분 그의 은신 정보를 입수하고 H 아파트 단지내에 잠복해있던 서울경찰청 광역수사대 대원들에 의해 체포되어 12월 6일 오전 서울특별시 영등포경찰서로 신병 인계되었다.
경찰의 추적을 피해 은신 중이던 민주노총 소속 노동운동 간부가 전교조 소속 여교사의 집에 은신하던 중 다른 간부인 김상완이 여교사를 성폭행하려다가 미수로 끝났다. 이 사건이 외부에 알려져 의혹이 확산되었으나 은폐하는 과정에서 알려지게 되었다. 2007년 12월 1일 초등학교에 교사로 재직 중이던 이모 여교사는 전교조 소속 동료 교사들의 간곡한 부탁을 받고 수배 중이던 민주노총 위원장을 자신의 집에 숨겨주었다.
12월 6일 손씨와 가해자인 김씨, 민노총 재정국장 박모씨 등 3명이 대책을 논의하자며 이씨를 서울 영등포구로 불러냈다. 회의가 끝난 뒤 김씨가 집으로 가는 이씨를 쫓아 택시를 같이 탔고 아파트 현관 앞까지 와서 소란을 피웠다. 이에 문을 열고 항의하는 이씨를 김씨가 밀치고 들어가 집안에서 수차례 성추행했고 성폭행(강간)을 시도했다.

## 경과

### 사건 일지
- 2008년 12월 1일 : 민주노총 이석행 위원장은[7] 경기도의 여교사의 아파트에서 5일간 은신하였다.[7][8].[2] 서울 은평구 초등학교에 재직했던 이모 여교사의 아파트는 경기도 고양시 덕양구 행신동의 아파트 단지에 있던 모 아파트였다. 당시에는 고양시 덕양구의 다른 초등학교로 부임해 있었다.

- 12월 5일 : 12월 5일 피해자 A씨 집에 숨어 있던 중 밤 10시 42분 경찰에 폭력시위 주도 혐의로 체포, 검거되었다.[7] A씨는 평소 알고 지내던 전교조 인사인 D씨의 부탁을 받고 민주노총 이 위원장을 5일간 피신처를 제공, 숨겨 주고 있었다.[7] 서울경찰청 광역수사대는 이석행이 행신동 H 아파트단지 내 한 아파트에 숨어있다는 것 외에는 알지 못했으나, 이석행이 그날 오후 10시 30분경 H 아파트를 나와 배회하던 것을 발견, 10시 42분 경 이석행을 체포하였다.

- 12월 6일 : 민주노총 위원장 이석행에게 고양시 덕양구 행신동 모 아파트단지내의 자신의 아파트를 은신처로 제공한 이모 교사에 대한 조사가 발표되다.[9] 체포된 이석행은 오전 9시경 서울 영등포경찰서로 이송되었다.

- 12월 6일 오전 : 이 위원장이 체포된 다음날 오전 민주노총은 성폭행 가해자인 조직강화위원장 김상완 씨, 박민 재정국장, 그리고 D씨 등을 A씨에게 보냈다.[10] 이때 민주노총 측은 이들을 파견한 이유를 "A씨를 돕기 위해서"라고 주장한다.[7] 민노총 조직강화위원장 등 민주노총 간부 3명 등은 피해 여교사를 불러내 "누구 부탁을 받아서가 아니라 이 위원장이 집으로 찾아와 숨겨주게 된 것이라고 경찰에서 진술해달라"며 여교사에게 경찰에서의 허위 진술을 강요하였다.[11][7][12] 이후 가해자 등은 또한 지속적으로 피해자를 감시하고 활동을 통제하는 등의 행동을 하였다.[13]

- 12월 6일 저녁 : 저녁, 민주노총 조직강화위원회 위원장 겸 기아자동차 노조위원장 김상완[14]에 의해 성폭행 미수 사건이 발생하였다. 이 무렵에도 다른 3명의 민주노총 간부들이 A씨를 설득하는 작업을 계속했다. A씨는 민주노총 측 요청에 따라 서울 영등포에서 3명을 다시 만나 대화를 나눈 뒤 집으로 갔다.[7][2] 그 뒤 민주노총 조직강화위원장 중 가해자 김상완은 말을 전하고는 여교사를 집에 데려다 주겠다고 하며 택시로 경기도 고양시 일산구에 위치한 여교사의 집까지 쫓아갔고[7][8][2] 아파트 현관 앞까지 와서 소란을 피웠다. 이에 문을 열고 항의하는 피해자를 가해자가 밀치고 들어가[8] 억지로 자택에 침입, 수차례에 걸쳐 A씨를 성폭행을 시도했다.[7][8] 그러나 A씨의 완강한 저항으로 실패하였다.[3] 이 과정에서 민주노총 간부는 여교사의 집에 강제로 침입하려 했던 것으로 밝혀졌다.[7] 아파트 앞에서 소란을 피웠으나 이 교사가 전혀 대응하지 않자, 그는 엘리베이터를 타고 11층에 있는 이 교사의 집 현관 앞에 가서 소란을 피웠다. 이 교사는 짜증을 냈고 문을 여는 순간 이 교사를 밀치고 들어가 강간하려 하였다.

- 2008년 12월 6일 11시경 이 교사는 김상완을 어렵게 집 밖으로 쫓아내는 데 성공한다. 자정 12시 경쯤, 김씨를 피해 방문을 걸어 잠근 피해자는 평소 가까이 지내던 전국교직원노동조합 간부 A(여) 씨와 통화하여 구조를 요청했다[2] 연락을 받고 현장에 나타난 전교조 간부 A씨는 그러나 피해자를 방치하였다.[2] 김상완을 쫓아내지도 않았고 경찰을 부르지도 않았다[2] 2009년 4월에 발표된 보고서는 "피해자는 사건 당일 A에게 상황을 알리고 구조를 요청했으나 A는 피해자의 다급한 상황을 알고서도 가해자를 피해자로부터 분리시키는 등의 아무런 초기 대응을 하지 않았다"고 밝혔다[2] 오히려 그와 친하게 지냈던 손모 교사(34, 당시는 서울 서대문구의 G초등학교에서 근무중) 역시 이 교사의 도와달라는 전화를 받았음에도 오히려 이 교사더러 참으라고 했다.[15]

- 가해자 김상완은 경찰서 진술에서 '(자신은) 술에 취해 아무것도 기억나지 않는다'고 밝혔다.[7][13] 그러나 고양시 덕양구 행신동 H 아파트 단지 내에 찍힌 CCTV나 이 교사의 아파트 CCTV, 엘리베이터 내 CCTV에 찍힌 김상완은 술에 취하지 않은 상태로 밝혀졌다.

- 피해자 측은 "이는 명백한 거짓말"이라며[13] "김씨는 '술에 취해 아무것도 기억나지 않는다'고 밝혔으나 이는 명백한 거짓말"이라며 "당시 엘리베이터에 탔을 때 찍힌 폐쇄회로(CC) TV 동영상 등을 보면 B는 매우 정상적으로 행동하고 있었다"고 밝혔다.[7] 당시 피해자 A씨의 자택에 침입하기 위해 엘리베이터에 탔을 때 찍힌 CC-TV 동영상 등을 보면 金씨는 만취 상태도 아니었으며, 매우 정상적으로 행동하고 있음을 확인할 수 있다[13]

- 사건 발생 후, 민주노총은 이용식 민주노총 사무총장 등 고위 간부들을 피해자에게 보내 '이명박 실용정부와 싸워야 하는데, 이런 사건이 알려지면 조직이 심각한 상처를 받는다'며 사태의 확산을 은폐하려 시도하였다.[16] 전교조는 이 교사를 구하지 않고 오히려 조직 단결의 이름으로, 더 이상 언급하지 말 것을 지시하였다.

- 피해자 이 씨를 구제하거나 도와주었어야 할 전교조에서도 오히려 피해자인 이 교사에게 조용히 있을 것을 부탁했다. 전교조 부위원장 박석균, 재정국장 박모, 조직국장 박모, 김모, 부대변인 손모 등이 피해자의 집에 수시로 방문, 연락했다. 그런데 피해자와 절친했었으며 전교조 부대변인인 여교사 손모 씨 역시 이 교사의 입장을 배려하지 않고 전교조 측의 입장만을 전달하고 이 교사를 회유하는데 가담했다.

- 의혹이 터져나오자 일부 진보 진영에서는 수구 진영이 민주노총과 전교조를 음해하려는 것이라고 일축하였다. 그러나 사건이 사실로 드러나자 일부 진보 진영의 이와 같은 공격성 글들은 전부 인터넷에서 사라졌다.

#### 허위 진술 강요
민주노총과 전교조는 피해자 이모씨에게 이석행 전 위원장의 도피에 관한 진술에서 허위 진술을 강요했다. 민주노총과 전교조 고위 관계자, 민주노총 법률원 소속 변호사 등은 피해자를 수시로 불러내 '민주노총 수사 대응 대책회의'를 12월 6일과 12월 9일 두 차례에 걸쳐 열었다. 민주노총과 전교조의 간부들은 이 회의에서 피해자에게 허위 진술을 강요하였고 시나리오도 작성하여 '김상완과의 오랜 친분에 의해 부탁을 받고 (이 위원장을) 숨겨줬다'고 진술하라고 강요하였다.
사건 발생 이후 민주노총은 사건의 은폐를 계속 시도했다. 민주노총은 사무총장 이용식 등 고위 간부들과 민주노총 지도위원등 민주노총에 우호적인 인사들을 파견하여 사태의 확산을 막기 위해 노력했다. 이들의 주된 논리는 “이명박 정부에 대해 싸워야 하는데, 이런 사건이 알려지면, 조·중·동에 의해 대서특필되면 조직이 심각한 상처를 받는다”는 것의 반복이었다. 민주노총은 피해자와 피해자의 대리인에게 지속적인 압박을 해왔다. A씨의 소속 연맹 위원장과 같은 연맹 소속 간부들도 마찬가지로 압박을 해왔다. 이 과정에서 성폭력 피해자 A씨는 상당한 정도의 충격을 받았으며, 이는 성폭력 사건에서 흔히 발생하는 전형적인 2차 가해였다. 이러한 가해는 민조노총이라는 조직이 조직적으로 한 개인에 대해 감행된 것이었다.
민주노총 사무총장 이용식 등 일부 노동단체 소속원들이 피해자에게 이명박 정부와의 투쟁을 위해 사건을 덮자고 피해자를 무마 또는 위협하려던 의혹이 추가로 드러나면서 논란의 대상이 되었다. 민주노총 사무총장 이용식은 민주노총을 대표하여 피해자 대리인과 만나(지난해 12월 29일 등)민주노총 차원에서의 사태 해결을 지켜봐달라고 요청하였고, 민주노총을 대리한 한 저명인사는 올해 1월 2일 대리인과 만나 1월 12일까지 징계를 하는 등, 사태를 마무리하겠으니 그때까지만 기다려달라고 요청하였다. 이에 대해 피해자와 대리인은 민주노총이 진정성을 갖고 사태 해결을 해나가는지 지켜보기로 하였으며, 고소 등의 대응은 민주노총의 진상조사와 사태수습과정을 지켜본 다음 검토하기로 하였다. 이후 피해자 대리인은 민주노총의 진상조사 과정에 협조하였다.
이 교사에게 회유, 설득, 허위진술 강요 등을 하기 위해 수시로 찾아오거나 연락하던 인물들은 당시 전교조 수뇌부인 정진화 전 위원장, 박석균 부위원장 등이 소속된 전교조내 온건파벌인 '참실련(참교육실천연대)' 소속이었으며, 이교사를 찾아온 박모 사무처장, 박모 재정국장, 손모 당시 부대변인 등은 이들 참실련파 소속이었다.

#### 인권, 시민단체의 지원
민주노총이 교사 이 모씨를 '보호'한다는 명분하에 허위 진술을 강요하기 위해 파견한 김상완, 박민 등 3인은 지속적으로 이 씨를 감시하고, 그의 활동을 통제하였다.
이씨는 평소 친분 관계가 있던 인권실천시민연대 사무국장 오창익 등에게 도움을 요청하였고, 이에 오창익은 경찰 수사에서 허위진술은 매우 위험하며, 오히려 경찰수사에 협조해야 한다는 조언을 하였다. 그러나 이 씨가 오창익 등을 만난 동태가 파악되면서 이에 대해 김상완 등은 오창익 등의 지원을 차단하기 위해 이 씨에게 욕설, 폭행 위협 등 다양한 방법을 동원하였고, 이 과정에서 민주노총과 이 씨의 소속된 전교조 일산지부가 포함된 연맹 차원에서 계속 그에게 집중적인 설득작업이 진행되었다. 설득작업의 주요 내용은 외부의 지원을 받지 말고 조직을 믿고 따라야 한다는 것이었다. 그러나 처벌은 이루어지지 않았고, 오히려 이 씨를 매도하는 분위기가 조성되기 시작했다.

### 12월 26일 이후
성폭행 미수 사실을 민주노총이 알게 된 시점은 작년 12월 26일이다.
- 2008년 12월 26일 성폭행 미수 사실을 민주노총에서 알게 되었다.[17]

- 2008년 12월 27일 피해자 이모씨 인권실천시민연대 오창익 사무국장에게 사건 위임[17]

- 12월 28일 민주노총 이모 총무국장은 가해자 B씨, 12월 29일 피해자 이모씨 측 대리인과 만나 양측 입장을 들었다.[7]

- 2008년12월29일 민노총 사무총장, 전교조 사무국장 만남[17]

- 2009년 1월 3일 피해자 이모씨 측이 "1월 12일까지 일벌백계해 달라"고 요청하자 민주노총은 7일 진상조사위원회를 구성, 같은 달 15일에 진상보고서를 작성했다.[7]

- 2009년 1월 3일 오창익 국장, 민노총에 12일까지 사건 처리 요청[17]

- 2009년 1월 6일 민주노총 여성위원회에 사건 접수[17]

- 2009년 1월 7일 김지희 여성부위원장 등 4명으로 구성된 진상조사위원회 구성[17]

- 2009년 1월 8일 민노총 진상조사위원회 조사 시작[17]

- 2009년 1월 15일 민노총 진상조사위원회 보고서 마무리[17]

- 2009년 1월 15일 ~ 21일 민노총, 피해자의 대리인, 변호사, 국장 등에게 진상조사보고서 발송[17]

- 2009년 1월 30일 민노총, 상임집행위원회에 성폭력 사건 보고[17]

- 1월 30일 민주노총이 진상보고서를 상무집행위원회에 보고한 시점은 1월 30일이었다.[7] 보고가 보름간 지연된 이유에 대해 민주노총은 "피해자 측 의견을 묻는 과정에서 처리가 늦어졌다"고 해명했다.[7]

- 2월 5일 언론에 드러남

- 2009년 3월 16일 서울중앙지방검찰청은 수배 중인 이석행 전 민주노총 위원장의 도피를 돕고, 여성 조합원을 성폭행하려 한 혐의(범인도피 및 강간미수)로 민주노총 간부 김상완을 구속했다.[18] 언론 브리핑에서 서울중앙지방법원 영장전담 부장판사 권기훈은 가해자가 "증거 인멸과 도주 우려가 있다"고 영장을 발부한 이유를 밝혔다.[18]

- 2009년 4월 2일 민주노총 사무총장 이모씨(55), 민노총 재정국장 박모씨(44), 전교조 전 부대변인 손모씨(34·여), 전교조 전 사무처장 박모씨(45) 등 총 4명이며, 이들은 범인도피 혐의로 불구속 기소됐다.[19]

- 2009년 11월 항소심에서 가해자 김상완 등은 징역 3년형을 선고받았다.[14]

## 의혹 제기
피해 여교사 측은 민주노총이 사건을 축소 은폐하려 했다고 주장하였다. A씨 측은 "민주노총의 논리는 '이명박 정부에서 싸워야 하는데 이런 사건이 알려져 조·중·동(조선·중앙·동아일보)에 의해 대서특필되면 조직이 심각한 상처를 받는다'는 것이었다"고 밝혔다. 이에 대해 민주노총은 "민주노총은 성폭행을 은폐하거나 축소, 옹호하려는 의도가 전혀 없었다"고 밝혔다.
민주노총은 "A씨를 돕기 위해서"라고 주장한다. 반면 피해자 A씨 측은 "민주노총이 이 위원장 도피 책임을 A씨에게 미루려 했다"며 "민주노총 간부들이 A씨에게 '이석행의 도피가 D씨의 부탁을 받은 것이 아니라, 1일 밤 집으로 들어가는 도중 이석행과 B씨가 집 앞에서 기다리고 있었다고 경찰에서 진술하라'고 강요했다"는 내용으로 거짓 진술을 강요했다는 의혹도 제기되었다. 또한 수시로 전화와 방문, 투서 협박 등을 통해 피해자를 괴롭혀왔다는 의혹 역시 제기되었다.
반면 민주노총은 "가능한 한 A씨의 피해를 줄일 수 있는 방법을 논의하는 과정에서 서로 오해가 있었던 것 같다"고 발표하였다.
피해 여성 A씨가 전교조 조합원인데도 전교조 지도부가 오히려 사건을 무마하기 위해 압박을 가했다는 의혹이 제기되면서 정진후 전교조 위원장의 사퇴를 요구하는 주장도 나오고 있다.
사건의 은폐 원인으로 피해자의 거짓진술 거부 가능성과 가부장제적인 조직문화와 관료주의, 가족주의/유사가족주의가 작용했을 가능성이 제기되기도 하였다. 가해자와 민주노총, 전교조 간부 등이 피해자에게 거짓진술을 강요한 것과 피해자가 이를 거절하자 가해자가 후속 조치로서 성폭력을 저질렀을 가능성과, 이후 대응 과정에서 사건을 일방적으로 은폐·축소 왜곡하려던 원인은 가부장제적인 조직문화와 관료주의, 가족주의/유사가족주의가 원인으로 제기되기도 하였다.

## 발표
2월 5일 민주노총 간부로부터 성폭력을 당한 피해자 등은 지난 5일 기자회견에서 "민주노총이 피해자와 피해자의 대리인에게 이해할 수 없는 반인권적, 성폭력 옹호적 압박을 가했다"며 "소속 연맹(전교조) 위원장과 간부들도 마찬가지였다"고 발표하였다. 피해자 측은 "이는 전형적인 2차 가해였고 이 과정에서 피해자가 상당한 정도의 충격을 받았다"며 "민주노총 본부 간부들과 피해자 소속 연맹의 위원장 및 핵심 간부들의 전원 사퇴를 요구한다"고 밝혔다..
2월 7일 오후 민주노총은 대(對)국민 사과문을 발표, "국민에게 심려와 실망을 끼쳐 드린 데 대해 고개 숙여 용서를 구한다"고 사과성명을 발표하였고 '지도부 총사퇴'를 주장한 강경파 부위원장 5명이 사퇴하였다.

## 논란

### 2차 가해 논란
피해자를 대신해 기자 회견에 나온 변호사와 모 인권실천시민연대 사무국장 등 3인은 "민주노총 간부는 최소 3~4주 전부터 성폭행 사건에 대해 술자리 등에서 기자들에게 말하기 시작했고 끊임없이 소문을 만들어냈다"고 폭로했다. 또한 일부 동료 교사들은 피해 여교사의 행실을 문제삼으며 비난, 뒷담화하였고 이석행의 첩이라는 소문까지 돌면서 피해자에게 또다른 정신적 피해를 안겼다.
이들은 "특히 민감한 개인 정보가 담긴 진상 보고서를 아무런 여과 없이 민주노총 임원회의에 제출해 이 보고서가 지금 민주노총 주변과 언론 주변을 떠돌고 있다"며 민주노총은 피해자 보호를 위한 최소한의 노력조차 하지 않았다고 고발하였다. 또한 보도에 의하면 "피해자의 소속 연맹 위원장 등 간부들도 마찬가지였다"며 "이런 가해는 민주노총이라는 조직이 조직적으로 한 개인에게 감행한 것"이라고 비판하였다.
2008년 12월 29일 사태해결을 지켜봐달라고 요청했다. 민주노총은 피해자가 "민주노총 차원에서 1월 12일까지 징계하는 등 사태를 마무리하겠다"는 사무총장 등의 연락을 받은 뒤 이를 믿고 고소 등의 대응을 유보하였다. 민노총은 이후 자체 진상조사단을 꾸렸고 피해자와 대리인(김종웅 변호사)은 진상조사 과정에 협조했다. 그러나 피해자측 변호사에게 "어느 정도 선에서 징계를 하면 만족하겠느냐."며 징계 수위를 놓고 민주노총은 끊임없이 징계수위 조정을 시도하기도 하였다. 그 뒤 피해자인 이씨에게도 수십 차례 설득 문자 메시지가 왔고 가해자 김씨가 이씨 집과 학교에 찾아오기도 했다.

#### 2차 가해자들의 조직적인 시나리오 의혹
당시 전교조 사무처장 박모(뒤에 부위원장을 역임), 재정국장 박모, 신임 부대변인인 손모 등은 피해자 구제보다는 피해자에 대한 설득과 회유를 계속해왔다.
특히 전교조 2차 가해자인 손모 씨와, 정모 씨의 2차 가해 행위는 통상적인 1차 가해자 옹호 수준의 2차 가해자들과는 차원이 다르다.는 의혹도 제기되었다. 언론 <참세상>은 당시 진상조사 보고서와 여러 증언, 인터뷰 등을 통해 흩어져 있던 2차 가해자들의 행적을 피해자 입장에서 재구성했다. 2차 가해 사건과 전교조에서 2차 가해자 면죄부를 주기까지 1년여에 걸친 과정은, 자랑스러운 전국교직원노동조합의 명예를 지키기 위한 성폭력 은폐 조장 행위 ‘지우기’ 과정이었다.는 것이다.
한편 피해자와 가깝게 지냈고 당시에는 서울특별시 서대문구의 한 초등학교로 전근가 있던 전교조 신임 부위원장 손모 등은 피해자를 구제하기는커녕 오히려 피해자를 회유, 협박하기에 이르렀다. 결국 이 사건을 계기로 피해자 이모 씨에게 회유와 협박을 가하던 손모 신임 부 대변인 등이 고발되고, 그 밖에 민주노총과 전교조의 수장급들인 민주노총 사무총장 이용식, 전교조 부위원장 박석균, 전교조 사무처장 박모, 전교조 재정국장 박모 등이 책임자 또는 2차 가해자들의 배후로 지목되어 재판정에 서게 되었다.

### 압력 행사
성추행 사건이 일부 언론에 보도된 2월 5일 이후 민주노총은 "언론보도로 인해 발생한 '2차 가해(加害)'에 대해 모든 법적 대응을 하겠다"고 발표했다. 피해자 측 대리인은 "민주노총은 피해자를 회유한 데 이어서, 2차 가해까지 저질렀다"고 정면 반박, 발표하였다.
2월 6일 민주노총 간부가 산하 연맹인 전교조 소속 여교사를 성폭행하려 했고 민노총이 이 사건을 조직적으로 무마하려 했다는 의혹이 제기되었다. 민노총 사무총장 등 간부진은 여교사 측 변호사와 모 시민단체 사람에게 "이명박 정부와 싸워야 하는데 조선·중앙·동아일보 등에 대서특필되면 조직이 상처를 입는다" 며 이 사건을 덮어두라고 하였다. 또한 피해자를 찾아와 반복해서 회유·압박하기도 했다고 한다.
2월 6일 민주노총 고위 간부의 성폭행 미수 사건에 대해 민주노총과 피해자 측은 진실 공방을 벌였다. "민주노총이 사건을 조직적으로 은폐하려 했다"고 주장하고 있는 피해자 측은 2월 6일 당일 조선일보사와의 통화에서 "가해자 및 사건 은폐에 관련된 민주노총 간부들에 대한 고소장을 이르면 9일 접수할 것"이라고 말했다.
전교조 내부에서도 피해자에게 압력을 가한 것도 밝혀졌다. 전교조의 일부 간부가 피해자에게 은폐 압력을 가했다는 주장이 나왔다.
전교조도 이번 파문과 관련해 일부 간부가 민노총 간부들과 마찬가지로 피해자를 압박했다는 사실이 드러나면서 내부에서 사실 규명과 책임소재를 가려야 한다는 목소리가 높아졌고 자체 조사에 나서기로 했다. 7일과 8일 충청북도 충주호 리조트에서 비상중앙집행위원회를 열고 집행부가 이번 사건을 은폐하려 했는지를 조사하기 위한 진상 조사 위원회를 구성하기로 결정하였으며 전교조 집행부의 대응이 적절했는지 등도 함께 조사하기로 했다.

### 은폐 시도
민주노총은 사건 발생 후 두 달이 되도록 대외적으로 자신들의 '치부(恥部)'를 공개하지 않았다. 또한 당시 전교조 위원장인 정진화는 "성폭력 사건이 알려지면 조직이 타격받는다"는 뜻을 비췄고, 전교조 간부들은 오히려 대책회의를 통해 허위 진술을 강요했다.
언론 보도로 성폭행 사건이 알려진 2월 5일 민주노총은 대(對)국민 사과는 하지 않고 언론의 선정적 보도로 피해자와 민주노총의 명예에 심각한 훼손을 입혔다며 언론 보도로 인해 발생한 피해에 대한 법적 조치를 취할 것이라고 밝혔다. 다만 피해자와 조합원들에게는 사과의 뜻을 밝혔다.
2009년 4월 10일 발표된 민주노총의 15쪽짜리 보고서는 곳곳에서 민주노총·전교조의 핵심 간부가 조직의 보위(保衛)를 내세워 조직적 은폐를 했다고 진술하였다. 보고서에는 전교조 전직 고위 간부 D는 피해자로부터 고소 의사를 직접 듣고는, 2008년 12월 23일과 12월 29일 '이 사건이 알려지면 민주노총 및 전교조에 대한 음해와 부당한 공격이 가해질 것이며 악의적 언론보도로 피해자도 힘들어질 것'이란 말로 공갈·협박하며 피해자의 고소 입장을 바꾸기 위해 끈질기게 압력을 가했다고 밝혔다.
보고서는 이런 행위는 "조직 보위론을 내세워 민주노총의 내부 절차를 따를 것을 종용함으로써 피해자를 압박한 것"이라고 지적했다.
그러나 은폐의 주역인 민주노총은 2009년 4월 현재 '조직적 은폐' 사실을 인정하지 않고 있다. 민주노총 중앙집행위원회는 2009년 3월 20일 보고서 내용 중 '조직적 은폐'의 의미는 '민주노총과 전교조가 조직적으로 은폐'했다는 의미가 아니다라고 주장했다. 즉 민노총 중앙집행위원회 측 주장은 (강간 미수 사건은) '핵심간부가 한 것이지, 조직이 한 것은 아니다'라는 것이다.

### 대응과 책임 논란

#### 민주노총 측의 언론 대응
2월 8일 민주노총은 언론 발표를 통해 사건을 축소·은폐하려고 했다는 점에 대해 강하게 부인하였다. 민주노총 이 모 사무총장은 "(사건을) 은폐하거나 축소하려고 하지 않았고 피해자에게 책임을 전가한 적도 없다"고 하였고 "공식적으로 진상조사위원회를 꾸린 뒤 보고서를 통해 가해자에 대한 엄정한 처벌과 심판을 명시했다"고 해명하였다.
민주노총 이 사무총장은 전화통화에서 9일 중앙집행위원회에 성폭행 사건 대책 마련과 비상대책위원회 구성을 위한 안건을 제출할 것이며 비대위 구성은 사실상 지도부 총사퇴를 준비하는 것이라고 밝혔다. 그는 이석행 위원장 거취와 관련, "성폭행 사건 의혹이 일어나기 전에 이 위원장이 검거됐기 때문에 이번 일과는 관련이 없다"면서 "따라서 (이 위원장이) 총사퇴 명단에 포함되지 않을 것"이라고 설명하였다.
성폭력 사태 처리 과정에서 전교조 간부들도 사건 무마에 가담했다는 주장이 제기되자 전교조의 자체 진상조사 결정을 내렸다. 2월 8일 전교조는 2월 7일과 2월 8일 이틀간 충북 충주에서 열린 '2009 전국 지회장 지부집행부 연수'에서 중앙집행위원회를 개최, 최근 발생한 민주노총 성폭력 사태와 관련해 자체조사단을 꾸려 조만간 진상조사에 나서기로 결정했다고 언론과의 회견에서 밝혔다.

#### 전교조 측의 언론 대응
전교조 관계자는 "조사단을 꾸리는 데 하루, 이틀 걸릴 것으로 보인다"고 보았고 "이번 주 중으로 조사를 시작할 수 있을 것"이라고 발표하였다.
한편 일부 지회장들이 정진후 위원장이 피해사실 은폐에 연루되지 않았는지를 추궁하며 정 위원장의 사퇴를 요구하기도 하였다. 하지만 정 위원장은 연루 사실을 부인하고 사퇴를 거부한 것으로 알려졌다.
2월 7일 전교조 서울초등남부지회 조진희 지회장은 6일 '조합원 마당' 게시판을 통해 "피해자를 돕고 지지해야 할 지도부가 은폐·축소·회유·조작·2차 가해라니 (믿기지 않는다)"라며 "7일 열리는 '일꾼연수'에서 이번 사건에 대한 정확한 사실을 밝히라"고 요구했다.
13일 기아자동차 노조(민주노총 금속노조 기아차 지부)는 대의원대회에서 민주노총 성폭행 사건의 가해자인 김상완 전 민주노총 조직강화특위 위원장(구속 중)에 대한 징계를 거부했다. 징계 거부 이유로 김종석 기아차 노조 위원장 등 집행부는 "검찰 수사가 끝나지 않았다"며 제명 요구를 거부했고, 거수(擧手) 투표에서 압도적 차이로 의안 상정이 무산됐다고 기아차 조합원들이 전했다. 기아자동차 노조가 김씨에 대한 징계를 거부한 것은 상급단체인 민주노총의 방침과도 어긋나는 것이다. 조선일보는 민주노총은 지난달 성폭행 사건이 알려진 뒤 줄곧 "김씨를 제명할 것"이란 입장을 밝혀 왔다고 보도했다.
전교조내 온건파인 '참실련(참교육실천연대)' 소속 간부들을 중심으로 비상대책회의가 열렸으나 피해자에게 허위 진술을 요구했다. 사건이 공개되고 강경파인 '교찾사(교육운동의 전망을 찾는 사람들)' 소속 조합원들이 수차례 해명과 지도부 사과를 요구했지만, 정 위원장은 "민주노총 조사결과까지 지켜보자"는 신중론을 피력해왔다. 이 때문에 전교조 지도부의 총사퇴 가능성도 점쳐지기도 했다.

### 의혹
2009년 4월 민주노총에서 발표한 보고서에는 성폭행 미수 가해자인 김상완이 강간에 실패한 뒤에도 피해자 집을 떠나지 않고 하룻밤을 지내고 나왔다고 밝혔다. 이를 놓고 일각에선 김상완 등이 이석행 전 위원장의 도피와 관련해 민주노총을 보호하기 위해 의도적으로 이 교사를 성폭행을 시도한 것이 아니냐는 의혹이 제기되고 있다. 2008년 12월 8일 이틀 전인 12월 6일 가해자가 피해자 집에서 자고 나온 것을 확인하였으나, 가해자와 지속적으로 만나는 과정에서도 관련사실을 전혀 확인하지 않았다는 것도 밝혀졌다. 한편 민주노총은 수사가 종료된 4월 2일 오후 7시45분 인터넷 홈페이지 공지사항란에 '진상규명특별위원회 조사결과 보고서'를 슬그머니 올렸다. 조선일보는 4월 11일자 기사에서 민주노총이 의혹이 제기될 무렵이 아니라 2개월여 뒤인 2009년 4월에 보고서 공개 시점을 선택함에 있어서도 '조직 보위'를 최우선으로 고려했다고 비판하였다. 민주노총은 김상완이 검찰에 의해 구속 기소되고, 이 전 위원장의 도피를 도운 혐의로 민주노총과 전교조 전 간부 등 4명이 불구속 기소된 직후에 보고서를 공개했다.는 점을 들었다. 조선일보는 또한 민주노총 등이 조직에 해가 되는 사실이 검찰에 알려질 것을 우려한 것임을 지적하고, 공개방식도 떳떳하지 못했으며 민주노총이 홈페이지 구석에 작게 올린 데다, 알아보기가 애매한 제목 탓에 일반인들이나 조합원들은 쉽게 찾을 수도 없었다고 비판하였다.

### 피해자와 변호인의 대응
결국 이 모 교사는 인천실천시민연대 사무국장 오창익을 찾아갔고, 이후 변호사 김종웅, 인천시민연대 오창익, 여성의 전화 정책위원 임태훈 등 법률 지식이 있는 소수가 나서서 그녀의 입장을 대변하게 되었다. 한편 이들에게도 압력과 위협이 가해지기도 했다.
피해자 이 씨는 전교조 부대변인 손모 씨의 부탁으로 이 전 위원장을 숨겨준 혐의는 인정되지만 성폭행 미수 사건으로 오랜 기간 정신적 피해와 고통을 당한 점을 감안해 기소유예 처분했다. 그러나 그 와중에도 이모 교사에 대한 협박과 회유는 계속되었고, H아파트단지와 고양시 덕양구를 거쳐 고양 시내에까지 이 교사의 이름과 사태가 소문으로 확산되었다. 그는 교사들과 교직원, 학부모들의 술좌석에서 언급되었고, 그가 전교조 활동 외에도 평소 적극적으로 이런 저런 활동을 한 것까지 계속 언급되며 비방의 대상이 되었다. 결국 학급 담임 교사였던 이 모는 외부 출입을 자제하고 은신하였다.

## 여파
한편 피해자 여교사 이 모씨 측은 "가해자 김 모 씨를 형사 고소하고 민주노총 관계자들에 대해서도 관계 당국에 수사를 의뢰할 것"이라며 "이번 사건을 보면서 민주노총 지도부가 최소한의 양식도 없고 민주노조운동을 진행할 도덕적 근거마저 완전히 상실해버렸다는 것을 확인했다"고 발표하였으며, 이어서 "민주노총 본부 간부들 및 피해자의 소속 연맹 위원장과 핵심 간부들의 전원 사퇴"를 요구했다.
2월 5일 이후 민주노총 간부의 성폭행 미수 파문과 이를 은폐, 왜곡하려 했던 사실이 사회에 알려지면서 비난이 쇄도하였다.
일부 조합원과 네티즌들은 민주노총 홈페이지를 방문하여 사건을 축소, 은폐하려 노총 지도부를 질타하였다. 성폭행 사건을 일으킨 민주노총 간부가 누구냐는 문의와 가해자에 대한 비판은 물론 위원장 사퇴 등 책임론도 제기했다. 이 사건으로 가해자 김상완 등은 구속되었지만 이미 피해 여교사의 이름과 실명이 언급되었고, 고양시내의 초등학교에서도 이 교사를 꺼리는가 하면, 해당 학교 교감이 술좌석에서 이 교사를 과격하고 급진적이라고 취중에 비난하여 물의를 빚기도 했다.

### 가해자와 책임자들
한편 일부 네티즌들은 가해자 김씨의 출신학교 등을 수소문하고 있고 해당 간부의 사진은 네티즌들 사이에서 개인 블로그 등을 통해 빠르게 유포되고 있다. 또한 기아자동차 노조에도 계속 항의글과 항의메일이 폭주하기도 했다.
일부 네티즌들은 해당 간부의 이름을 포털사이트 인기검색어로 만들자는 제안도 하고 있다. '민주노총 ○○○'을 키워드로 입력하면 관련 게시물이 검색된다. 뉴시스 보도에 의하면 심지어 '민주노총 성폭행 동영상'이란 전혀 근거 없는 소문까지 오르내리고 있다고 한다. 민주노총도 성폭행 사건은 정면 부인하지 않지만, '조직적 은폐 의혹'에 대해선 "전혀 그런 일이 없다"고 발표하였다. 2월 7일 사태 처리를 둘러싸고 민주노총 강경파와 온건파 간에 권력 투쟁 양상이 벌어져, "지도부 총사퇴"를 주장했던 강경파 부위원장 5명 등이 사퇴 의사를 발표했다.
전교조 박 모씨와 손 모씨는 징역형을 선고받을 경우 자동으로 교사직을 상실한다는 판결이 나왔으나 박모에게만 불이익이 가해졌고, 부대변인 손 모는 교사직에서 해임되지 않고 서울특별시 서대문구의 G초등학교에서 계속 교사로 활동하고 있으며, 전교조 부대변인 직도 계속 수행하였다. 또한 전교조의 위원장과 부위원장 등 간부들 역시 책임지지 않고 유야무야 은폐되었다.

## 비판
이와 함께 2003년과 2008년 다른 사건에 대한 전국교직원노동조합의 상반된 태도가 대한민국의 인터넷 공간에 드러나 비판이 되기도 했다. 2003년 충남 예산 보성초교의 한 임시교사는 교감이 “(교장 선생님 드시도록) 차를 타오라”고 하자 해당 교사는 남녀차별이라며 전교조 지부를 통해 서면 사과를 요구하기도 하였다. 전교조의 사과 요구가 계속 이어지면서 이 학교 교장이 자살하는 사건이 발생했다. 전교조 충남지부는 “교장의 죽음에 당혹감을 감출 수 없지만 교장의 죽음이 차 시중을 강요했다거나 전교조를 비하했다는 그간의 주장을 뒤엎는 것은 아니다”라는 태도를 견지했다. 한편 차 심부름으로 교장을 자살하게 한 것에 대한 비판까지 함께 터져나오고 있다. 그러나 2008년 12월 전교조 분회장을 지낸 중등학교 교사 노 모(당시 48세) 씨가 학생들 앞에서 10여 분 동안 음란 행위를 하다가 적발돼 해임당했으나 전교조는 “소변을 보고 있었던 것일 뿐”이라며 옹호한 일이 드러났다. 2008년 12월 서울고등법원은 “여학생도 있는 자리에서 음란행위를 한 것은 교육적 견지에서 용인될 수 없다”는 판결을 내렸다.
언론 보도에 의하면 2004년 전교조 경북지부 소속 교사들은 “K초교 교장이 여교사를 상습 성추행했다”면서 도교육감에게 처벌을 요구했다. 교장은 직위 해제되었다. 2005년에는 전교조 경남지부 고성지회는 “C중학교 교장이 전교생 절반을 성추행했다”는 의혹을 제기하였고, 2007년 전교조 충북지부는 민주노총과 함께 충북도교육청 앞에서 성추행 교장 퇴진 시위를 벌였던 일까지 드러나면서 비판의 대상이 되고 있다.
2009년 2월 6일자 조선일보 기사의 한 사설에서는 "민노총은 2006년 2월 어느 국회의원이 언론사 여기자를 희롱했다는 논란이 일었을 때는 "의원직을 내놓고 법적 처벌을 받으라"고 호통쳤다. 그랬던 인간들이 이런 일을 벌였기에 추잡스럽다는 느낌이 더 강하게 드는 것이다."라며 비판하기도 했다.
2월 8일 국회의원 전여옥은 칼럼을 통해 성폭력 사건에 대해 "야당은 왜 그리 조용한가"라고 사건에 대응하지 않는 야당을 향해 비판을 제기하였다. 매우 집요하고 전혀 우발적이지 않은 성추행 기도도 문제지만 더 큰 문제는 바로 '은폐 의혹과 은폐 강요'"라며 "전교조 여교사에게 '그 사람 숨겨주라고 한 것이 아니라 그냥 당신 집에 찾아갔다'고 경찰에게 말해달라고 일종의 '좌파의 은폐 명령'을 내렸다. 즉 '당신이 다 뒤집어 쓰라는 이야기'가 아니냐"며 야당과 민주노총을 질타하였다.
또한 "야당은 과거에 국회의사당 앞에서 한나라당 성추행 규탄대회는 물론 마임극까지 벌였고, 문제의 성추행 장면을 재연하는데 몸소 출연해 개인기까지 선보인 국회의원도 있었지만, 훨씬 그 내용이나 은폐 의혹까지 덧붙여 매우 심각한 상황인데도 민노총 성추행 사건에는 참 조용하다"며 과거 야당들의 태도를 지적하기도 했다.
한편 민노총 핵심 간부가 산하 전국교직원노조 소속 여교사에 대해 성폭행 시도를 한 것도 문제이고 이 사실을 안 지도부가 사건을 조직적으로 무마, 은폐하려 했다는 것에 대해 민노총의 도덕성 문제에 대한 비판이 제기되고 있다. 그밖에 조직 문화에 대한 무조건 단합과 단결, 개인의 희생을 요구하는 대한민국 사회 분위기에 대한 비판 여론이 본격적으로 제기되기 시작하였다.

## 기타
5일 성폭행 미수사건이 알려진 뒤 민주노총 홈페이지 등엔 '섹스노총' '민주성폭력노총' 등으로 민주노총을 비난하는 격한 글들이 쏟아졌다. '지하드'라는 ID의 네티즌은 "성폭행범 강호순과 무엇이 다르냐"고 했고, ID '여성조합원'은 "강호순보다 민노총이 더 무서워"라고 썼다.
민주노총 내부와 민주노동당 등 우군(友軍) 진영에서도 비난의 목소리가 쏟아졌다. '단위 노조 간부'라고 밝힌 조합원은 "민주노총, 경기본부, 금속연맹, 금속노조 등 관련 조직은 다 입장을 발표하라"며 "정말 이제 갈라서자"고 비판했다. ID '독각귀'는 "민주노총이 사과하는데 사건 이후 꼭 두달 걸렸다. 민주노총의 건강하지 못함이 문제를 키우면서 실망을 줬다""고 밝혔다. 일부 조합원들은 민주노총을 탈퇴하겠다는 뜻을 밝히기도 했다. ID '여수실망'은 민주노총 게시판에 "민주노총에서 탈퇴한다. 솔직히 실망이다"라는 글을 올렸다.
뒤에 가해자들은 항소를 제기했으나 가해자 김씨가 3년형이 확정되는 등 원심대로 확정되었다.
또한 이석행 은신과 같은 무렵 박원석 국민대책회의 공동상황실장의 도피를 도운 참여연대 직원과 여성단체 간부들도 입건됐다. 경찰은 또 2008년 7월 박원석 실장의 도피 이후 핸드폰 등 각종 편의를 제공한 참여연대 직원 이모씨(33)와 또다른 이모씨(36·여)도 불구속 입건했다. 여성단체 회원인 또 다른 1명은 불입건 처리했다.

## 같이 보기
- 성범죄

## 참고자료
- 민주노총에 대한 솔로몬의 판결은 무엇 -(기고) 김상완 성폭력사건 은폐의혹과 피해생존자 거짓진술 강요에 대해, 참세상 2009년02월08일
- (사설) 민노총 "정권과 싸워야 하니 성폭행 사건 덮어두자" 조선일보 2009.02.06자
- 기아차 노조, '민노총 성폭행'가해자 징계 거부 - 1등 인터넷뉴스 조선닷컴</ref>
- 피해자에게 수십차례 설득 서울신문 2009년 2월 6일자</ref> * 조직문화의 가부장성이 낳은 "민주노총 성폭력 사건" - 울산노동뉴스
- 민주노총 성폭력사건, 피해자 주장 사실로 결론 참세상 2009.03.13
- “그냥 아직도 아프다는 것 말하고 싶었다”[깨진 링크(과거 내용 찾기)] 울산노동뉴스
- 민주노총 간부 ‘성폭력 파문’ 확대[깨진 링크(과거 내용 찾기)] 조선일보 2009년 3월 14일